# Ralf Aron
Ralf Aron (1998. március 21. –) észt autóversenyző, a 2015-ös olasz Formula–4-bajnokság győztese.

## Magánélete
Testvére, Paul a Mercedes F1 pilóta program tagja.

## Pályafutása
2010 és 2012-ben hazájában megnyerte a gokart junior bajnokságot. 2014-ben váltott az együléses autóversenyzésre. A Formula Renault 1.6-os sorozat különböző szériáiban indult.  2015-ben megnyerte az olasz Formula–4-bajnokságot a Prema Powerteam csapat versenyzőjeként csapattársa, Csou Kuan-jü előtt. A szezon során a ADAC Formula–4-bajnokságban is versenyzett a szintén a Prema gárdájával 12 versenyen a 24-ből, de így is a bajnokság 9. helyén fejezte be. 2016-ra a Prema megtartotta és nevezte a Formula–3 Európa-bajnokság szezonjára. Csapattársa a kanadai Lance Stroll nyerte meg a bajnokságot, míg ő egy győzelmet szerezve a 7. helyen végzett. A következő évben maradt a sorozatban, de már a HitechGP pilótájaként indult. Az idény során nem sikerült számára a futamgyőzelem és az összesített bajnokságban is csak a 9. helyen végzett. 2018-ra visszatért a Prema csapatához és a 6. helyen fejezte be a szezont 4 győzelemmel. 2019 óta nem versenyez sehol.

## Eredményei

### Karrier összefoglaló
| Szezon  | Bajnokság                                | Csapat                       | Verseny | Győzelem | Pole | Leggyorsabb kör | Dobogó | Pont  | Helyezés |
| ------- | ---------------------------------------- | ---------------------------- | ------- | -------- | ---- | --------------- | ------ | ----- | -------- |
| 2014    | Formula Renault 1.6 NEC                  | Scuderia Nordica             | 15      | 2        | 0    | 3               | 7      | 263   | 2.       |
| 2014    | Formula Renault 1.6 Nordic               | Scuderia Nordica             | 13      | 5        | 3    | 5               | 5      | 146   | 6.       |
| 2014    | Formula Renault 1.6 NEZ                  | Scuderia Nordica             | 7       | 3        | 2    | 3               | 3      | 95    | 2.       |
| 2014    | Olasz Formula–4-bajnokság - Téli sorozat | Prema Powerteam              | 2       | 1        | 2    | 1               | 2      | —     | 1        |
| 2015    | Olasz Formula–4-bajnokság                | Prema Powerteam              | 21      | 9        | 7    | 6               | 13     | 331   | 1.       |
| 2015    | ADAC Formula–4-bajnokság                 | Prema Powerteam              | 12      | 1        | 0    | 2               | 4      | 120   | 9.       |
| 2016    | Formula–3 Európa-bajnokság               | Prema Powerteam              | 29      | 1        | 0    | 0               | 2      | 166   | 7.       |
| 2016–17 | MRF Challenge Formula–2000               | MRF Racing                   | 12      | 1        | 0    | 3               | 8      | 168   | 5.       |
| 2017    | Formula–3 Európa-bajnokság               | Hitech GP                    | 30      | 0        | 1    | 1               | 2      | 123   | 9.       |
| 2017    | Makaói nagydíj                           | Van Amersfoort Racing        | 1       | 0        | 0    | 0               | 1      | —     | 3.       |
| 2018    | Formula–3 Európa-bajnokság               | Prema Theodore Racing        | 30      | 4        | 0    | 2               | 8      | 254,5 | 6.       |
| 2018    | Makaói nagydíj                           | SJM Theodore Racing by Prema | 1       | 0        | 0    | 0               | 0      | —     | 6.       |

### Teljes Formula–3 Európa-bajnokság eredménysorozata
(Táblázat értelmezése)

(Félkövér: pole-pozícióból indult; dőlt: leggyorsabb kört futott) 

| Év   | Csapat                | 1        | 2        | 3        | 4       | 5        | 6         | 7        | 8        | 9        | 10       | 11       | 12       | 13      | 14       | 15       | 16       | 17       | 18       | 19       | 20       | 21       | 22       | 23      | 24       | 25       | 26      | 27        | 28      | 29       | 30       | Helyezés | Pont  |
| ---- | --------------------- | -------- | -------- | -------- | ------- | -------- | --------- | -------- | -------- | -------- | -------- | -------- | -------- | ------- | -------- | -------- | -------- | -------- | -------- | -------- | -------- | -------- | -------- | ------- | -------- | -------- | ------- | --------- | ------- | -------- | -------- | -------- | ----- |
| 2016 | Prema Powerteam       | LEC 1 7  | LEC 2 Ki | LEC 3 7  | HUN 1   | HUN 2    | HUN 3 DNS | PAU 1 13 | PAU 2 6  | PAU 3 15 | RBR 1 9  | RBR 2 12 | RBR 3 9  | NOR 1 4 | NOR 2 10 | NOR 3 9  | ZAN 1 14 | ZAN 2 6  | ZAN 3 8  | SPA 1 8  | SPA 2 14 | SPA 3 13 | NÜR 1 6  | NÜR 2 4 | NÜR 3 14 | IMO 1 7  | IMO 2 4 | IMO 3 4   | HOC 1 4 | HOC 2 5  | HOC 3 8  | 7.       | 166   |
| 2017 | Hitech GP             | SIL 1 Ki | SIL 2 16 | SIL 3 10 | MNZ 2 8 | MNZ 2 9  | MNZ 3 8   | PAU 1 5  | PAU 2 5  | PAU 3    | HUN 1 Ki | HUN 2 12 | HUN 3 13 | NOR 1 9 | NOR 2 5  | NOR 3 4  | SPA 1 11 | SPA 2 8  | SPA 3 7  | ZAN 1 Ki | ZAN 2 10 | ZAN 3 8  | NÜR 1 14 | NÜR 2 5 | NÜR 3    | RBR 1 12 | RBR 2 6 | RBR 3 18† | HOC 1 8 | HOC 2 10 | HOC 3 19 | 9.       | 123   |
| 2018 | Prema Theodore Racing | PAU 1 2  | PAU 2 8  | PAU 3 1‡ | HUN 1 5 | HUN 2 12 | HUN 3 7   | NOR 1 2  | NOR 2 13 | NOR 3 6  | ZAN 1    | ZAN 2 1  | ZAN 3 14 | SPA 1 3 | SPA 2 Ki | SPA 3 14 | SIL 1 Ki | SIL 2 10 | SIL 3 Ki | MIS 1 7  | MIS 2 5  | MIS 3 1  | NÜR 1 5  | NÜR 2 5 | NÜR 3 8  | RBR 1 23 | RBR 2 5 | RBR 3 9   | HOC 1 6 | HOC 2 3  | HOC 3 15 | 6.       | 242,5 |

† A versenyt nem fejezte be, de helyezését értékelték, mert a versenytáv több, mint 90%-át teljesítette.
‡ A versenyt piros zászlóval leintették, és mivel még nem tették meg a táv 75%-át, mindenki a pontjainak a felét kapta meg.